# Greaca
Greaca è un comune della Romania di 2 499 abitanti, ubicato nel distretto di Giurgiu, nella regione storica della Muntenia.
Il comune è formato dall'unione di 3 villaggi: Greaca, Puțu Greci, Zboiu.